# 喀什理工职业技术学院
喀什理工职业技术学院是位于新疆维吾尔自治区喀什地区莎车县的一所公办全日制高等职业学校，于2023年经新疆维吾尔自治区人民政府批准成立，隶属于喀什地区行署。

## 历史沿革
- 2023年，喀什理工职业技术学院经新疆维吾尔自治区人民政府批准、教育部备案后成立[1]

## 院系设置
截止2025年6月，喀什理工职业技术学院共有5个系和公共基础教学部、马克思主义学院：
- 电子信息系（含商贸物流系）
- 机械电气系
- 土木工程系
- 汽车工程系
- 健康护理系
- 公共基础教学部
- 马克思主义学院

## 校区简介
学校设有新校区，占地面积1168亩，建筑面积16.2万平方米。

### 新校区
喀什理工职业技术学院新校区位于喀什地区莎车县，占地1168亩，由上海市对口援建。